# Социетальная безопасность
Социета́льная безопа́сность (англ. societal security) — понятие, используемое в Копенгагенской школы исследований безопасности, и обозначающее «способность общества сохранять свою сущность в изменяющихся условиях и при возможных или явных угрозах». Является составной частью теории комплекса региональной безопасности, в рамках которой процесс возведения проблем референтных объектов в ранг экзистенциальных угроз безопасности определённого типа (и социетальной безопасности в том числе) рассматриваются в рамках концепции секьюритизации.

## История возникновения
Окончание Холодной войны побудило учёных переосмыслить парадигму безопасности независимо от государства и военных. Распад СССР и возникновение в Европе новых государств привело к усилению интеграционных движений в сторону создания Европейского Союза. Новый порядок потребовал обновления безопасности в Европе и бросил вызов привычному её пониманию как чему-то, что находится между государствами. Таким образом, движение в сторону обеспечения безопасности Европейского Союза было напрямую связано с его самоопределением, свободой передвижения людей и границами. Понятие «социетальная безопасность» было предложено учёными, связанными с Копенгагенским институтом изучения мира применительно к сложившейся обстановке.

## Содержание

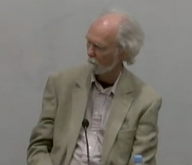
Барри Бузан, один из отцов-основателей Копенгагенской школы исследований безопасности

В монографии «Идентичность, миграция и новая повестка безопасности в Европе» Барри Бузан Оле Вейвер, Мортен Келстрап и Пьер Ламатри отмечали появление различных концепций национального государства, а затем показывали различие между Западной и Восточной Европой. На западе сложилось «размежевание государства и нации»: государства теперь являлись «государствами-членами», стремясь к интеграции в обмен на утрату части суверенитета. Эти шаги к «постсуверенному» национальному государству были вызваны «интернационализацией и европеизацией» процессов, характерной особенностью которых является усиление влияния международных институтов на внутренние дела. Впоследствии во многих странах сложилось понимание того, что интеграция представляет определённую угрозу идентичности общества, а государство не способно встать на его защиту. Возникла двойственность между потребностями государства и общества, суть которой заключается в том, что «государственная безопасность имеет суверенность как свой конечный признак, а социетальная безопасность имеет идентичность». Появление новых государств в Восточной Европе привело к традиционным попытка соединить государство и нацию в единое целое, что породило конфликты, как это, например, произошло в Югославии.
В монографии «Безопасность: новые рамки для анализа» Барри Бузан, Оле Вейвер, Джап де Вайлд сформулировали своё расширенное понимание безопасности путём выделения пяти секторов (национальная безопасность, политическая безопасность, социетальная безопасность, экономическая безопасность и экологическая безопасность), каждый из которых управляется «отличительными характеристиками и практиками» (соответственно военными, политическими, социальными, экономическими и экологическими) и концептуализируется вокруг определённых объектов и акторов. Социетальная безопасность направлена на безопасность сообщества как целого, её главной целью является «крупные коллективные идентичности, способные существовать вне зависимости от состояния государства».
Социетальная безопасность нарушается, когда «общество боится того, что не сможет выжить само по себе», что связано обычно со следующими факторами:
- миграция: опасение того, что приток новых людей будет «уплотнять или разбавлять» групповую идентичность (как, например, в Великобритании),
- вертикальная конкуренция: опасение интегрироваться с другими группами в рамках более широкой организации (например, евроскептицизм по отношению возможности вхождения в ЕС, национал-сепаратистские настроения),
- горизонтальная конкуренция: опасение того, что группе придётся интегрироваться с наиболее влиятельными идентичностями (например, опасения французского общества относительно американского влияния на свою культуру).

Социетальная безопасность, в отличие от национальной безопасности, не имеет привязки к какой-то территории: в качестве примера можно привести курдское общество, для которого вопросы социетальной безопасности сильно расходятся с вопросами национальной безопасности стран проживания.